# .300ウィンチェスター・ショート・マグナム
.300ウィンチェスター・ショート・マグナム (英：.300 Winchester Short Magnum) あるいは .300 WSM とは、2001年にウィンチェスターが発表した.30口径のリベート・リム、ボトルネック型、センターファイア式のショート・マグナム実包である。

## 仕様
実包の全長は 72.64 mm、薬きょうの長さは 53.34 mm、弾頭径は.308インチ (7.62 mm) でこれはすべてのアメリカの30口径実包で共通である。
ショート・マグナム実包の利点は雷管のフラッシュホールにより近いところにより多くの火薬を詰めることでさらに一定で安定した燃焼が得られるということである。
この装弾の利点はより短いアクションの軽いライフルで.300ウィンチェスター・マグナムとほぼ同一の弾道特性を得られるということである。比較的大きなヘッド径の薬きょう設計のデメリットは、使用する銃のロッキング機構にもたらされる比較的高いボルト推力にある。また、スモール・リング・アクションで薬室径が大きいことにより銃身のテノン部からより多くの鉄を取り除くことになり半径方向に弱くなってしまう。

## 用途
.300 WSM は長距離の平坦な射撃が必要な森林や平野でのムース、アメリカグマ、ヒグマ、エルク、ミュールジカ、オジロジカの狩猟に最適である。同様にベンチレスト射撃にも使用される。
.300 WSM の標準的な弾頭径は .308 (7.62 mm) であり、この口径ではさまざまな弾頭の選択肢があるという利点がある。

## 注意
.300 WSM はデルタL問題を抱える実包のひとつであり、予想外の装填や供給の問題を引き起こす可能性がある。この問題についてはデルタL問題に詳しい説明がある。.300レミントン・ショート・アクション・ウルトラ・マグナムは非常によく似た寸法の実包ではあるが互換性はない。

### 銃口初速
- 10.69 g (165 gr) フル・メタル・ジャケット (FMJ): 982 m/s (3,223 ft/s)
- 11.66 g (180 gr) フル・メタル・ジャケット (FMJ): 943 m/s (3,095 ft/s)

## 比較
| 実包                       | 弾頭重量 (g) | 銃口初速 (m/s) | 銃口エネルギー (J) |
| -------------------------- | ------------ | -------------- | ------------------ |
| .300 WSM                   | 12.96        | 860.15         | 4794.28            |
| .300 RSAUM                 | 12.96        | 850.39         | 4686.10            |
| .300 Win Mag               | 12.96        | 868.68         | 4889.84            |
| .300 Wby Mag               | 12.96        | 932.69         | 5637.02            |
| .300 RUM                   | 12.96        | 961.34         | 5988.65            |
| .30-06スプリングフィールド | 12.96        | 783.03         | 3973.12            |